# Couvent des Dominicains de Lille
Pour les articles homonymes, voir Couvent des Dominicains.
Le couvent des Dominicains de Lille ou couvent Saint-Thomas-d’Aquin, situé au 7, avenue Salomon à Lille (quartier Saint-Maurice Pellevoisin) est un joyau de l'architecture religieuse contemporaine. Premier édifice labellisé « Patrimoine du XXe siècle » en 1999, il est inscrit au titre des monuments historiques depuis le 7 mai 2002.
Le couvent a été dessiné par les architectes Pierre Pinsard (1906-1988), Neil Hutchison (né en 1924) architecte anglais diplômé de l'Université de Londres et Hugo Vollmar (né en 1936) architecte suisse diplômé de l'Ecole Polytechnique de Zurich. Ils ont réussi à mêler harmonieusement la brique, le béton et le verre. Cette heureuse combinaison donne de très beaux jeux de lumières dans l'église du couvent.
Des visites guidées sont organisées chaque année par les frères du couvent, dans le cadre des Journées européennes du patrimoine.

## Histoire
La présence des frères dominicains à Lille remonte à 1224, leur couvent est situé à l'époque dans le faubourg Saint-Pierre à l'extérieur de la ville au nord de la porte du même nom, ils occupent un terrain entre l'enceinte de la ville au sud, le faubourg sur la route d'Ypres à l'est et le canal du Bucquet à l'ouest.
Détruit par les guerres, il est reconstruit plusieurs fois à divers endroits.

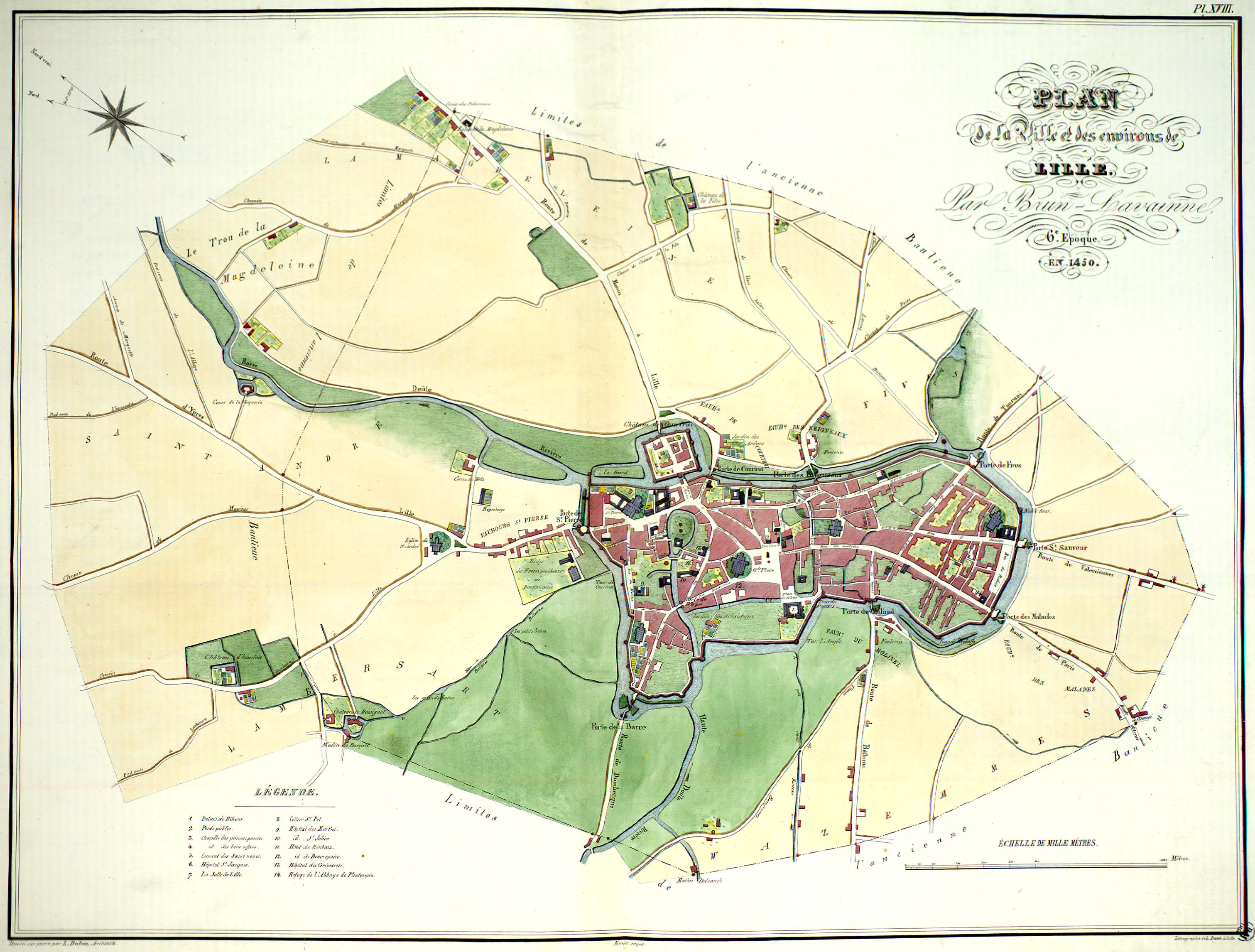
Le premier couvent sur une carte de 1450.
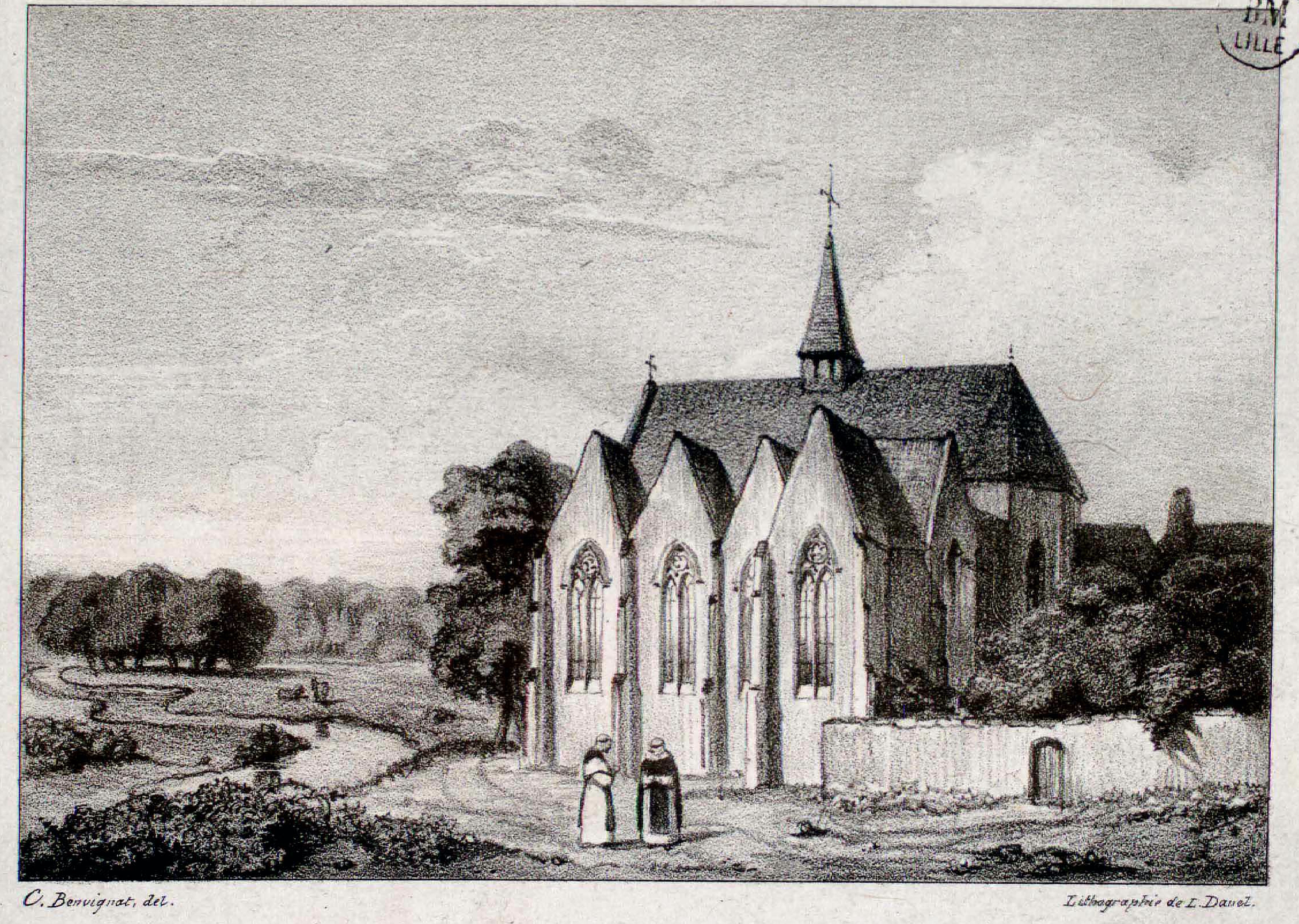
L'église du premier couvent, sur la gauche le Bucquet, sur la droite le mur délimitant le terrain au sud.

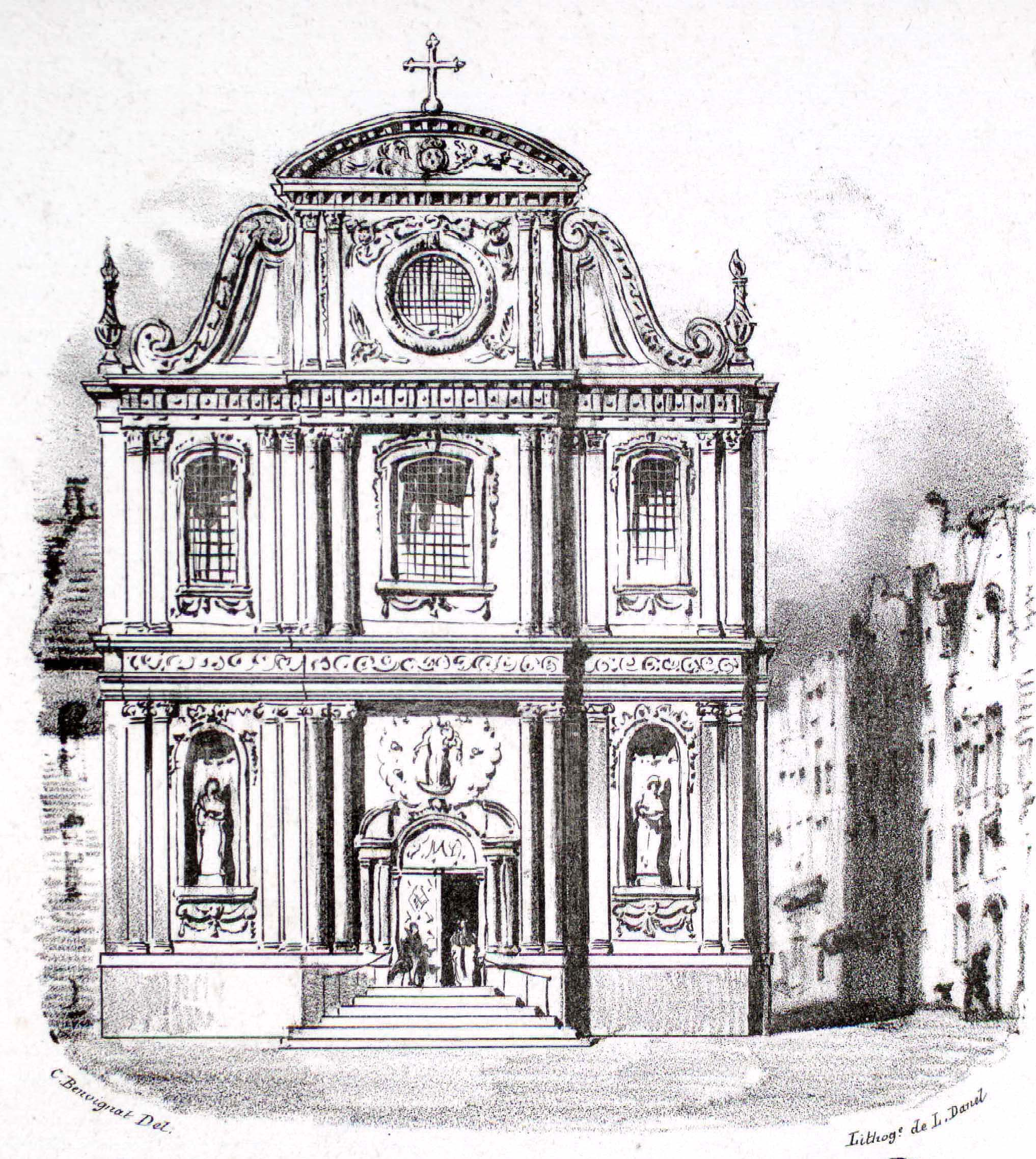
Façade de l'église du couvent rue du Cirque.

En 1580, les dominicains sont autorisés à s'installer dans la ville et résident dans un couvent situé à l'angle de la rue Basse et de la rue du Cirque. La Révolution française provoque l'extinction de la vie religieuse en France et les chasse de la ville.
Le père Lacordaire restaure l'Ordre Dominicain en France en 1843, et c'est en 1869 que les frères dominicains se réinstallent à Lille dans un très beau couvent de briques rouges situé au 77 rue Gambetta. Ils en sont expulsés (à l'instar de tous les religieux de France) en 1905, en application de la Loi de séparation des Églises et de l'État. Ce couvent-là hébergea alors la « Bourse au travail » jusqu'en 1987, année où il fut détruit pour céder la place à l'immeuble « Le République ». Entretemps, la législation s'étant adoucie, ils purent élire domicile, en 1927, dans une grande maison bourgeoise au no 96 de la rue Brûle-Maison (actuel « foyer Thiriez »).
La construction d'un nouveau couvent est décidée en 1952. Celle-ci s'est étalée de 1955 à 1964 mais la communauté a pu s'installer dès 1957. Le prieur était alors le Père Michel Bous, grand artisan de l'œuvre. Le style architectural de l’ensemble rappelle les fabriques industrielles et les maisons de la région surtout par l'emploi massif de la brique. Sur la façade du bâtiment principal, des briques à six trous, emplies de mortier, sont disposées de façon à créer un motif décoratif très original. Les structures porteuses en béton restent visibles, les cloisons sont en brique et les planchers reposent sur de petites voûtes surbaissées. 
L'architectonique voulue par les architectes traduit bien l'esprit de simplicité qui règne dans la communauté.
Le couvent s'articule autour d'un cloître ouvert sans quatrième côté, qui donne sur le jardin. Il est composé de quatre bâtiments : l'église, le réfectoire, le bâtiment d’habitation et l'hôtellerie.

## L'église

Intérieur de l'église.

Située sur la droite, l'église de forme parallélépipédique rectangle est rehaussée par son clocher-campanile. L’église est traversée par le bandeau des vitraux courant sous le velum de béton du maître verrier Gérard Lardeur (1931-2002). Il a également réalisé l'ensemble des oculi rectangulaires des claustras qui viennent ponctuer l'intérieur de l'édifice d'une multitude de taches lumineuses colorées. À l'intérieur, deux séries de dix colonnes supportent un voile de béton à double courbure, illustration de l'Evangile selon saint Jean qui, identifiant le Christ Jésus au Logos éternel, dit qu'il " a planté sa tente parmi nous" par son incarnation. L'autel de l’église a été consacré par le Cardinal Achille Liénart, évêque de Lille, en août 1957.
L'église est au cœur de la vie des frères dominicains. Ils s’y réunissent trois fois par jour pour des célébrations liturgiques auxquelles peuvent se joindre les fidèles : pour les laudes (le matin), la messe (à midi) et les vêpres (le soir). Comme de nombreuses églises dominicaines, elle est placée sous le patronage de Notre Dame du Rosaire. Des concerts de musique religieuse sont régulièrement organisés dans ce lieu, où a été exécuté notamment le « Gloria » d'Antonio Vivaldi par l'Ensemble Janequin de Lille, dirigé par Michel Grüneissen. 

## Le réfectoire
Le réfectoire reprend l'architecture de l'église du couvent : haute élévation, toit bombé, verrières donnant de la lumière par le haut, murs aveugles. Une chaire (pour la lecture pendant les repas) en béton inscrite dans l'architecture du bâtiment souligne encore l'analogie avec l'église. L'intention des architectes était de souligner que c'est à la fois dans l'église et dans le réfectoire que la communauté se construit, par la prière commune et par la table commune.

## Le bâtiment d’habitation des frères dominicains

L'autel et le chœur.

Situé sur la gauche, le bâtiment d’habitation de forme parallélépipède rectangle, comme l'église, a quatre niveaux. Au rez-de-chaussée, se trouvent l’atrium, la salle commune (ou salle du chapitre) et la bibliothèque. Puis, sur trois étages, les chambres des frères (quarante cellules) qui donnent sur le jardin. 

## L'hôtellerie, l'ancien noviciat et le jardin
Situé en bordure de l'avenue Salomon, le bâtiment de l'hôtellerie est en forme de L et accueille au rez-de-chaussée la porterie (accueil du couvent), des salles de conférence et de travail ainsi que des parloirs, et à l'étage des chambres d'hôtellerie. Les lignes plus rectilignes du bâtiment traduisent une sobriété voulue par les architectes.
L'ancien noviciat forme quant à lui un cloître indépendant, le long de l'église, et compte une vingtaine de cellules, avec réfectoire, cuisine et sanitaires indépendants du reste du couvent. Il abrite aujourd'hui le foyer d'accueil «La clairière». Depuis 2013, le foyer d'accueil a été remplacé par un foyer d'étudiants laïcs.
L’ensemble des bâtiments et de l'église est relié par des galeries vitrées, toujours dans un souci de lien entre l'extérieur et l'intérieur. Les axes perpendiculaires ainsi créés délimitent six patios. 
Le couvent des dominicains est entouré d'un jardin de deux hectares avec des essences très variées, parmi lesquelles des arbres centenaires. Le jardin est lui-même antérieur au couvent car il faisait partie d'une propriété rattachée à une maison de maître avant d'être acquis par la communauté dominicaine. Ces magnifiques arbres en font un véritable havre de paix. L'accès du jardin au public est autorisé en respectant la tranquillité des lieux. 
Des concerts de musique classique et de musique sacrée sont régulièrement organisés.

## Actions
Depuis le Carême 2003, le couvent a lancé la « Retraite dans la ville », une série de 40 méditations envoyées quotidiennement par courrier électronique. En 2012, plus de 65 000 « webcroyants » s'y sont inscrits.